# Pink Floyd: Od založení do současnosti
Pink Floyd: Od založení do současnosti (původně (anglicky): Inside Out: A Personal History of Pink Floyd) je osobní monografie, napsaná Nickem Masonem, bubeníkem anglické progresivně rockové skupiny Pink Floyd, ve Spojeném království poprvé vydaná 7. října 2004. Mason byl jediným členem skupiny, který se objevil ve všech obdobích existence. Kniha pojednává o psychedelických začátcích skupiny se Sydem Barrettem přes období, kdy byl frontmanem Roger Waters až po poslední období, kdy byl frontmanem David Gilmour. Kniha byla později v aktualizovaných a upravených reedicích znovu vydána v letech 2005 (zmíněno společné vystoupení na Live 8), 2006 (Barrettova smrt) a 2011 (úmrtí Ricka Wrighta).